# Veyre-Monton
Veyre-Monton é uma comuna francesa na região administrativa de Auvérnia-Ródano-Alpes, no departamento Puy-de-Dôme. Estende-se por uma área de 12,12 km². Em 2010 a comuna tinha 3 622 habitantes (densidade: 298,8 hab./km²).